# Gundslev Sogn
Gundslev Sogn ist eine Kirchspielsgemeinde (dän.: Sogn) auf der Insel Falster im südlichen Dänemark.
Bis 1970 gehörte sie zur Harde Falsters Nørre Herred im damaligen Maribo Amt, danach zur Nørre Alslev Kommune im Storstrøms Amt, die im Zuge der  Kommunalreform zum 1. Januar 2007 in der Guldborgsund Kommune in der Region Sjælland aufgegangen ist.
Im Kirchspiel leben 533 Einwohner (Stand: 1. Januar 2023).

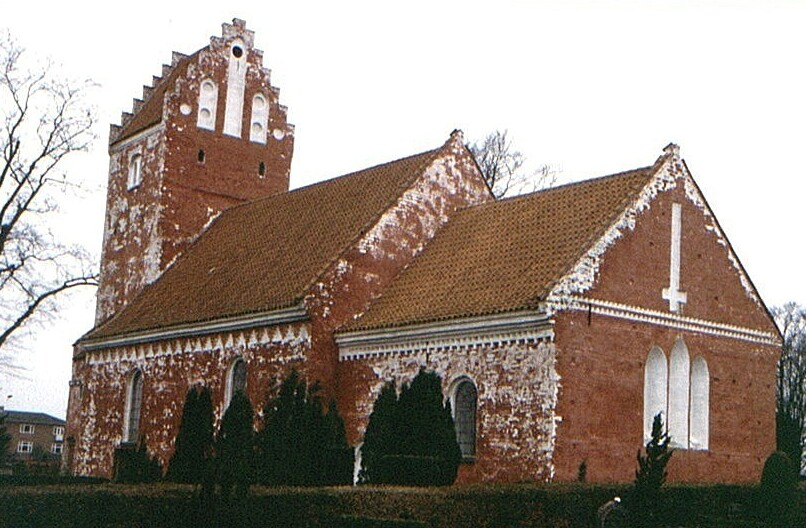
Gundslev Kirke

Im Kirchspiel liegt die Kirche „Gundslev Kirke“.
Nachbargemeinden sind im Westen Nørre Alslev Sogn, im Südwesten Nørre Kirkeby Sogn, im Süden Torkilstrup Sogn und im Südosten Lillebrænde Sogn. Über die südliche Farøbroen (dt.: Farøbrücke) ist die Gemeinde mit der Insel Farø im Bogø Sogn in der Vordingborg Kommune verbunden.